# إرفنغ آرونسون
إرفنغ آرونسون Irving Aaronson (1895 – 1963) عازف بيانو جاز أمريكي، وقائد فرقة موسيقية.
ولد في نيويورك وتعلم عزف البيانو على يد ألفريد سيندري في مدرسة ديفيد مانيس للموسيقى. شكل فرقته الموسيقية الخاصة واسمها فرساتيل سيكستيز عام 1921، وسجل الكثير من الأغنيات والموسيقى الناجحة. ثم غير اسم الفرقة وسماها فرقة إرفنغ آرونسون. قام بجولة ناجحة عبر الولايات المتحدة الأمريكية في منتصف الثلاثينات.
أشهر وأنجح أغانيه هي أغنية «أجمل ليالي السنة» The Loveliest Night of the Year .
توفي في هوليوود جراء أزمة قلبية في عام 1963. ودفن في مقبرة هيلسايد ميموريال بارك.

## روابط خارجية
- إرفنغ آرونسون على موقع IMDb (الإنجليزية)
- إرفنغ آرونسون على موقع ميوزك برينز (الإنجليزية)
- إرفنغ آرونسون على موقع أول ميوزيك (الإنجليزية)
- إرفنغ آرونسون على موقع ديسكوغز (الإنجليزية)